# Kamp 11
Kamp 11 is een rijksmonument in de Utrechtse stad Amersfoort.
Het huis met halsgevel heeft getoogde afdeksteen en zandstenen voluten. In de top staat het jaartal 1739. Het huis droeg ooit de naam Vergulde hoed.
De naam van de zw-no lopende straat tussen Weversingel en de stadsmuur is afgeleid van 'coecamp', dat afgeleid is van het Latijnse campus ('omheind terrein'). Uit de oude naam blijkt dat op het aanliggende terrein vee werd gehouden.